# Géssica do Nascimento
Géssica do Nascimento (Brotas, 19 de março de 1991) é uma futebolista profissional brasileira que atua como defensora. Atualmente, a defensora atua no Red Bull Bragantino.

## Carreira
Géssica foi formada pela Ferroviária de Araraquara e fez parte do elenco da Seleção Brasileira de Futebol Feminino, nos Jogos Pan-americanos de 2015. 